# Laab im Walde
Laab im Walde ist eine Gemeinde mit 1093 Einwohnern (Stand 1. Jänner 2025) im Bezirk Mödling in Niederösterreich.

## Geografie

Laab „am“ Walde (Mitte rechts) und Umgebung um 1872 (Aufnahmeblatt der Landesaufnahme)

Laab liegt in einem Seitental des Liesingbachtales am Laaber Bach, direkt an der Bezirksgrenze zum Bezirk St. Pölten und ist die nordwestlichste Gemeinde des Bezirks Mödling. Es liegt an der Laaber Straße B 13, die von Wien-Kalksburg nach Tullnerbach am Wienerwaldsee führt. Zu Laab gehört der niederösterreichische Teil des Lainzer Tiergartens, der unmittelbar nördlich des Ortes über das Laaber Tor zugänglich ist.
Der höchste Berg des Gemeindegebiets ist der im Norden gelegene Grenzkamm zu Purkersdorf, dessen höchste Erhebungen im Westen 533 m ü. A. und im Osten 530 m ü. A. (Laabersteigberg) hoch sind. Der niedrigste Punkt liegt nahe der ehemaligen Tirolerhütte, wo der Laaber Bach in die Gemeinde Breitenfurt übertritt, auf knapp 290 m ü. A.

### Gemeindegliederung
Die als Dorf qualifizierte Gemeinde ist kongruent mit der Katastralgemeinde Laab im Walde, die neben der Stammgemeinde den östlichen Teil des Dorfs Roppersberg als Ortschaft aufweist.

### Nachbargemeinden
|             | Purkersdorf                                 |      |
| Wolfsgraben | Kompassrose, die auf Nachbargemeinden zeigt | Wien |
|             | Breitenfurt                                 |      |

## Geschichte
In einigen Publikationen wird vermutet, dass die ehemalige römische Wasserleitung zum Legionslager Vindobona u. a. aus einer Quelle in Laab im Walde gespeist worden sein könnte. Konkrete Funde oder andere Belege gibt es dafür jedoch nicht, der in manchen Quellen als römische Wasserleitung bezeichnete Fund wird in anderen Quellen als gut erhaltene römische Brunnenfassung bezeichnet.
Das Gebiet von Laab war im Vergleich zu den umliegenden Orten relativ zeitig besiedelt. Es war ein bevorzugtes Jagdgebiet zuerst der Babenberger, später der Habsburger durch die günstige Nähe zu Wien. Durch den steigenden Brennholzbedarf siedelten sich hier Holzarbeiter und Köhler an, die in sogenannten Duckhäusern, wie man sie auch in den Nachbarorten findet, wohnten.
Der Name Laab kommt vom mittelhochdeutschen Loupe, was so viel wie Laubwald bedeutet. Urkundlich erstmals erwähnt wird er im Jahr 1200 in einer Besitzbestätigungsurkunde Herzog Leopolds VI. für das Wiener Schottenstift, das die in Laab befindliche Kapelle im Verlauf der zweiten Hälfte des 12. Jahrhunderts – möglicherweise bereits zur Gründung 1155 – von den Babenbergern erhalten hatte (capellam beati Colomanni in Loupe). Der Name änderte sich im Laufe der Zeit von Laeb (1352), Laab in silva (1429) oder Lääb (1601) zum heutigen Laab im Walde.
Ein von Markgraf Heinrich I. von Österreich († 1018) erbautes Jagdschloss begründete 1897 die 900-Jahr-Feier des Ortes. Das Jagdschloss war während der ersten Türkenbelagerung abgebrannt und wurde nicht wieder aufgebaut. Auch der 1418 erstmals urkundlich erwähnte Thurnhof an Stelle der heutigen Pfarrkirche wurde in der ersten Türkenbelagerung zerstört und erst nach 1669 als Schloss Wintersbach wieder aufgebaut. Um 1700 gab es auch eine Einsiedelei. Die Besitzung Laab kam 1769 in den Besitz des Deutschen Ordens, der seine Patronanz über den Ort bis 1980 behielt. 1865 wurde Laab im Walde von einem Großbrand heimgesucht, der auch das Schloss Wintersbach samt der neuen Pfarrkirche zerstörte. Wieder aufgebaut wurde nur mehr der Straßentrakt mit der Pfarrkirche. Vom vorigen Aussehen des Schlosses existiert eine Zeichnung in einem alten Pfarrbuch von Perchtoldsdorf, die wohl der Darstellung in der Perspektivkarte von Franz Xaver Schweickhardt nachempfunden ist.
Die ersten Gemeinderatswahlen fanden am 22. Juni 1919 statt. Mit Georg Högn von der „Christlich-Sozialen Partei“ wurde damals ein Bürgermeister bestätigt, der sein Amt aus der alten Monarchie in die neue Republik übertrug. Högn verstarb 1930.
Im September 1930 brach nach Angaben der Ortschronik in Laab eine Typhus-Epidemie aus. Dies bedeutete großen finanziellen Schaden, da die Milch nicht mehr nach Wien gebracht werden durfte. Der Obmann der Bezirksbauernkammer Purkersdorf widersprach am 1. November 1930 dieser Darstellung. Die Infektion sei auf ein einziges Haus beschränkt gewesen und die Milchabsatzkrise sei auf die Berichterstattung über die angebliche Epidemie zurückzuführen. Am 15. November 1931 wurde die neue Wasserleitung in Laab im Walde der Benützung übergeben.
Die Februarrevolte 1934 wirkte sich in Laab insofern aus, als die drei sozialdemokratischen Gemeinderäte aus dem Gemeinderat ausscheiden mussten. Als Bundeskanzler Dollfuß am l. Mai dieses Jahres die neue Verfassung verkündete, hörte man das in Laab aus Lautsprechern – laut Pfarrchronik mit „Ergriffenheit und Begeisterung“.
Nach der Ermordung Dollfuß’ wurde eine Heimwehr-Gruppe und eine Gruppe junger Burschen, „Jungvaterland“, gegründet. Die Mädchen, die „Sonnenkinder“, bildeten sich aus der katholischen Mädchenkongregation. Auch eine Ortsgruppe, „Vaterländische Front“, wurde gegründet, deren Leiter der damalige Pfarrer Wernhart war. Sie umfasste über 200 Mitglieder. Das hatte zur Folge, dass der Gemeinderat nach dem Anschluss Österreichs für kurze Zeit verhaftet wurde – Pfarrer Wernhart entging knapp der Verhaftung.
Das Kloster der Barmherzigen Schwestern wurde von den Nationalsozialisten nach Waffen durchsucht. Als das deutsche Militär einmarschierte, gab es auch in Laab Einquartierungen. Es ist überliefert, dass in Laab damals für die Soldaten „60 Meter Apfelstrudel“ gebacken wurden. Am 15. November 1938 wurde Laab im Walde aufgrund des Gebietsveränderungsgesetzes an Wien angeschlossen. Es war nun Teil des neu geschaffenen 25. Wiener Gemeindebezirkes.
In Laab hatte es keinen organisierten Widerstand gegeben. Es ist nur bekannt, dass der damalige Laaber Peter Linsenholz 1938/39 wegen seiner vormals „antinationalistischen Tätigkeit als Funktionär einer vaterländischen Organisation“ in Schutzhaft war.
Während des Zweiten Weltkrieges schien es für die Bevölkerung unwahrscheinlich, dass genau Laab bombardiert werden sollte. Doch am 21. Jänner 1945 schlugen Fliegerbomben ein. Die Alliierten hatten versucht, die II. Wiener Hochquellenwasserleitung zu treffen, um damit Wien von der Wasserversorgung abzuschneiden. Zwar finden sich bis heute zwischen fünfzig und sechzig Bombentrichter entlang der Wasserleitung, doch die Leitung selbst wurde nicht getroffen.
In der Volksschule (das heutige Gemeindeamt) war damals ein Kriegsgericht untergebracht. Im April 1945 wurde ein Deserteur von diesem Gericht zum Tode verurteilt und außerhalb des Ortes erschossen. Seine Leiche lag zwei Tage lang am Straßenrand. Über dem Toten wurde eine Tafel angebracht, auf der zu lesen stand: „Aus Feigheit wegen Fahnenflucht erschossen!“. Die Gemeinde Laab beerdigte ihn am Ortsfriedhof am 4. April.
Am 7. April erreichten die Russen Laab, nisteten sich im Pfarrhof ein, nahmen sich Nahrungsmittel nach Gutdünken und vergewaltigten Frauen und Mädchen. Noch den ganzen April über war die Lage in Laab sehr gespannt. Zwei Mitglieder der Gemeinde hatten die Ortsleitung übernommen; Karl Madl als provisorischer Bürgermeister und Lambert Krammer Junior als Polizeileiter.
Am 1. September 1954 wurden 80 der 97 Randgemeinden, die 1938 an Groß-Wien angeschlossen worden waren, wieder in die Selbständigkeit entlassen. Laab ist seitdem eine selbständige Gemeinde im Bezirk Mödling. Noch am selben Tag trat der elfköpfige Gemeinderat zusammen und wählte Josef Weissenberger ÖVP zum neuen Bürgermeister. In der Sitzung am 16. September 1954 stellte die SPÖ-Fraktion den Antrag auf „Rückgliederung der Gemeinde Laab im Walde zu Wien“. Dem Antrag wurde mit 6:5 Stimmen zugestimmt, eine Rückgliederung erfolgte jedoch nicht.
1957 übernahm Anton Stagl (ÖVP) das Amt des Bürgermeisters. Zwischen 1990 und 2015 war Peter Wimmer (ÖVP) Bürgermeister von Laab im Walde. In Laab im Walde gibt es heute zwei Ortsgruppen der Landesparteien: die ÖVP und die SPÖ. Die Grünen waren zwischen 2010 und 2015 im Gemeinderat vertreten und bildeten eine Ortsgruppe, während die SPÖ aufgrund eines Formalfehlers bei der Gemeinderatswahl 2010 nicht zur Wahl zugelassen wurde. 2020 trat die SPÖ ebenfalls nicht zur Wahl an.
Bei der Gemeinderatswahl 2015 trat die Liste „Miteinander für Laab“ (MfL) als Wahlbündnis von Anhängern der ÖVP, der SPÖ und der Grünen erstmals an und erreichte die absolute Mehrheit. Bürgermeister wurde Peter Klar (MfL). 2020 erreichte die Liste "Miteinander für Laab" mit 73,47 % der Stimmen erneut die absolute Mehrheit.

### Bevölkerungsentwicklung
| Laab im Walde: Einwohnerzahlen von 1869 bis 2025    | Laab im Walde: Einwohnerzahlen von 1869 bis 2025 | Laab im Walde: Einwohnerzahlen von 1869 bis 2025 | Laab im Walde: Einwohnerzahlen von 1869 bis 2025 | Laab im Walde: Einwohnerzahlen von 1869 bis 2025 |
| --------------------------------------------------- | ------------------------------------------------ | ------------------------------------------------ | ------------------------------------------------ | ------------------------------------------------ |
| Jahr                                                |                                                  |                                                  |                                                  | Einwohner                                        |
| 1869                                                | 1869                                             |                                                  | 388                                              | 388                                              |
| 1880                                                | 1880                                             |                                                  | 373                                              | 373                                              |
| 1890                                                | 1890                                             |                                                  | 411                                              | 411                                              |
| 1900                                                | 1900                                             |                                                  | 454                                              | 454                                              |
| 1910                                                | 1910                                             |                                                  | 522                                              | 522                                              |
| 1923                                                | 1923                                             |                                                  | 457                                              | 457                                              |
| 1934                                                | 1934                                             |                                                  | 539                                              | 539                                              |
| 1939                                                | 1939                                             |                                                  | 615                                              | 615                                              |
| 1951                                                | 1951                                             |                                                  | 568                                              | 568                                              |
| 1961                                                | 1961                                             |                                                  | 534                                              | 534                                              |
| 1971                                                | 1971                                             |                                                  | 624                                              | 624                                              |
| 1981                                                | 1981                                             |                                                  | 615                                              | 615                                              |
| 1991                                                | 1991                                             |                                                  | 910                                              | 910                                              |
| 2001                                                | 2001                                             |                                                  | 1.144                                            | 1.144                                            |
| 2011                                                | 2011                                             |                                                  | 1.141                                            | 1.141                                            |
| 2021                                                | 2021                                             |                                                  | 1.107                                            | 1.107                                            |
| 2025                                                | 2025                                             |                                                  | 1.093                                            | 1.093                                            |
| Quelle(n): Statistik Austria, Gebietsstand 1.1.2021 |                                                  |                                                  |                                                  |                                                  |

## Kultur und Sehenswürdigkeiten
- Pfarrkirche hl. Koloman mit Pfarrhof, ehemaliges Schloss Wintersbach
- Kloster der Barmherzigen Schwester vom Hl. Vinzenz von Paul

### Katholische Kirche
2001 waren 71,5 % der Bevölkerung römisch-katholischer Religionszugehörigkeit.
Im Ort gibt es ein Kloster der Barmherzigen Schwestern vom hl. Vinzenz von Paul. Sie betreiben dieses Kloster seit 1879, als eine ehemalige Kaltwasserkuranstalt am ehemaligen Kirchberg gekauft wurde. Heute wird eine Bio-Landwirtschaft, der Annahof, betrieben, die auch zur Versorgung des Krankenhauses der Barmherzigen Schwestern in Wien-Gumpendorf dient. Für Schwestern des Ordens ist das Kloster auch Altenheim bzw. Exerzitienhaus. Im Spätsommer 1896 hatte sich Eduard Angerer (1816–1898), Titularerzbischof von Selymbria, vierzehn Tage im Kloster aufgehalten.
Die katholische Kirche von Laab (heute am Laaber Hauptplatz) wird als Kapelle des heiligen Koloman (capellam beati Colomanni in Loupe) urkundlich erstmals im Jahr 1200 in einer Besitzbestätigungsurkunde Herzog Leopolds VI. für das Wiener Schottenstift erwähnt. Dieses Stift hatte die Kapelle im Verlauf der zweiten Hälfte des 12. Jahrhunderts – möglicherweise bereits zur Gründung 1155 – von den Babenbergern erhalten. Im Jahr 1265 wurde Laab zu einer eigenständigen Pfarre erhoben. Im Zuge der Belagerung Wiens durch die Türken 1529 wurde Laab schwer heimgesucht, Kirche und Pfarrhof brannten ab. Das Schottenstift setzte die Kirche nicht wieder instand, aus finanziellen Gründen wurde die Pfarre nicht wiederbesetzt, sondern der Pfarrer von Perchtoldsdorf mit der Seelsorge betraut. Die Pfarrgründe und das Patronat übergab das Schottenstift 1678 an Christoph Ritter von Abele, der sich verpflichtete, für die Instandhaltung der Kirche aufzukommen.
Während der zweiten Türkenbelagerung 1683 wurde die Kapelle erneut niedergebrannt. Nach dem Tod des Grafen Christoph sorgte seine Frau Maria Klara für die Wiedererrichtung der Pfarre. Sie verkaufte die Herrschaft Laab an Seifried Christoph Graf von Breüner, dessen Erben sie an Josef Kropf verkauften. Schließlich erwarb sie 1711 Albert Anton von Schmerling, der einem deutschen Ritterorden angehörte, und so wurde dieser Deutsche Orden Patron der Kirche. Das Gebäude selbst befand sich etwa eine Viertelstunde außerhalb des Ortes auf dem Kirchberg. Um den Weg zum Gottesdienst zu verkürzen, wurde die Schlosskapelle samt einigen anliegenden Zimmern zur Pfarrkirche umgebaut. Seit 1789 ist daher die Pfarrkirche an der heutigen Stelle, während die alte Kirche rituell entweiht und an Private verkauft wurde. In der Folge wurde dieser Standort zur oben erwähnten Kaltwasserkuranstalt ausgebaut.
Am 21. Juli 1865 fügte ein Brand der Pfarrkirche und dem Wohnhaus erneut schwere Schäden zu, beides wurde aber vom Kirchenpatron mit Ausnahme des Turmes in der heutigen Form wiederhergestellt.
Am 10. Juni 1895 visitierte Erzherzog Eugen (1863–1954), seit 1894 (letzter weltlicher) Hochmeister des Deutschen Ordens, die Ordensherrschaft Laab im Walde.
1930 wurde der Kirchturm erhöht und erhielt ein Zwiebeldach in Barockform.
Am 1. Juli 1980 schenkte der Deutsche Orden die Besitztümer der Pfarrkirche St. Koloman, womit das Patronat beendet wurde. Im Zuge der Generalsanierung von Pfarrhof und Kirche im Jahre 2000 wurde der sogenannte „Kolomanisaal“ errichtet. Er hat sich zu einem Veranstaltungsort und Kommunikationszentrum für die gesamte Ortschaft entwickelt.

## Wirtschaft und Infrastruktur
Nach den Ergebnissen der Probezählung 2006 waren 92 Betriebe in Laab im Walde ansässig, 33 davon sind der Land- und Forstwirtschaft zugeordnet. Bekannt ist der Ort bei Wienern vor allem wegen des Rehabilitationszentrums der Pensionsversicherungsanstalt mit einer Kapazität von 135 Betten. In Laab gibt es zwei Gastbetriebe: den „Laaberhof“ (eine Gaststätte mit Übernachtungsmöglichkeit, 2019 von der Gemeinde gekauft) und „Unser Nahversorger“ – einen Greißler mit angeschlossenem Kaffeehaus. 2011 waren von 550 Erwerbstätigen 401 Auspendler, hauptsächlich in das nahe Wien. Dem gegenüber standen 195 Einpendler.

### Öffentliche Einrichtungen
In Laab befindet sich ein Kindergarten. Am örtlichen Sportplatz sind zwei Beachvolleyballplätze, ein Fußballplatz, ein Basketballplatz und ein Skaterplatz zu finden.

### Verkehr
Direkt durch Laab führt die 2002 verländerte B 13 (Laaber Straße), eine wichtige Verbindungsroute von der West Autobahn über Wien – insbesondere Liesing mit seinem weitläufigen Industriegebiet – nach Brunn am Gebirge, von wo man über die B 12 die Bezirkshauptstadt Mödling erreichen kann.
Der Ort ist mit öffentlichen Verkehrsmitteln mit der Autobuslinie 253 von Liesing und Pressbaum erreichbar.
Was eine Erschließung Laabs durch die Schiene anlangt, plante 1897 das Unternehmen Leo Arnoldi eine meterspurige elektrische Kleinbahn von Liesing nach Breitenfurt mit einer Abzweigung nach Laab im Walde. Die behördliche Trassenrevision war für den 24. September 1897 anberaumt.
Im Frühjahr des Jahres 1899 bewilligte das k.k. Eisenbahnministerium dem Wiener Bauunternehmer L(eopld) Jarath technische Vorarbeiten für eine Linie von Liesing über Kalksburg und Laab bis nach Tullnerbach—Preßbaum mit einer Abzweigung von Rothenstadl nach Breitenfurth. — Eine solche (normalspurige) Verbindung von Süd- und Westbahn hätte für die 1860 errichtete Verbindungsbahn empfindliche Konkurrenz bedeutet. Das Vorhaben wurde nicht umgesetzt.

## Politik

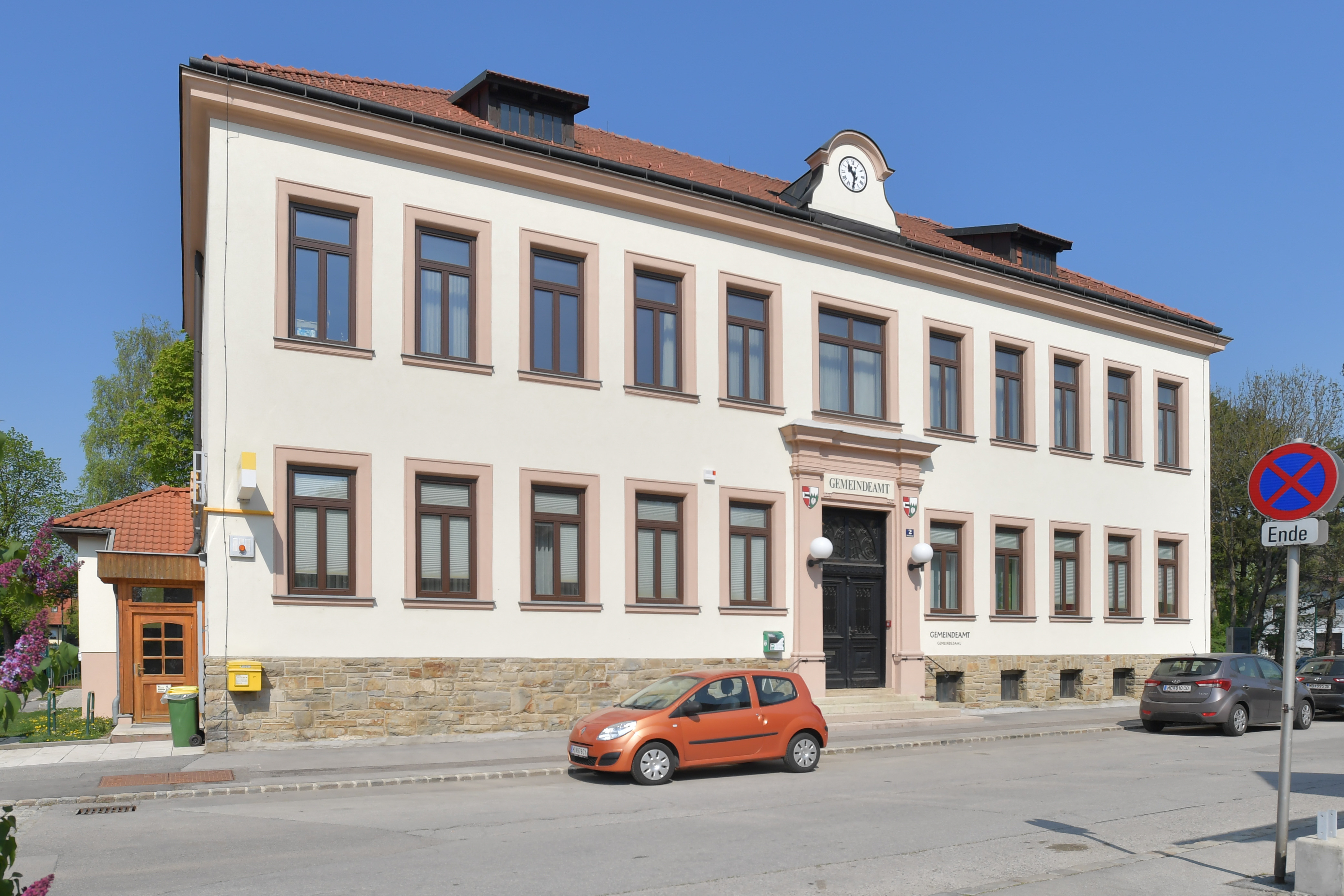
Die ehemalige Volksschule, heute das Gemeindeamt

### Gemeinderat
Der Gemeinderat hatte 15 Mitglieder und 19 Mitglieder ab dem Jahr 2005.
- Nach den Gemeinderatswahlen in Niederösterreich 1990 hatte der Gemeinderat folgende Verteilung: 9 ÖVP, 4 SPÖ und 2 ZKLIW.
- Nach den Gemeinderatswahlen in Niederösterreich 1995 hatte der Gemeinderat folgende Verteilung: 10 ÖVP, 3 SPÖ und 2 ZKLIW.[32]
- Nach den Gemeinderatswahlen in Niederösterreich 2000 hatte der Gemeinderat folgende Verteilung: 10 ÖVP, 3 SPÖ und 2 ZKLIW.[33]
- Nach den Gemeinderatswahlen in Niederösterreich 2005 hatte der Gemeinderat folgende Verteilung: 13 ÖVP und 6 SPÖ.[34]
- Nach den Gemeinderatswahlen in Niederösterreich 2010 hatte der Gemeinderat folgende Verteilung: 14 ÖVP und 5 SPÖ.[17]
- Nach den Gemeinderatswahlen in Niederösterreich 2015 hatte der Gemeinderat folgende Verteilung: 10 MFL, 7 ÖVP und 2 SPÖ.[20]
- Nach den Gemeinderatswahlen in Niederösterreich 2020 hatte der Gemeinderat folgende Verteilung: 14 MFL und 5 ÖVP.[18]
- Nach den Gemeinderatswahlen in Niederösterreich 2025 hat der Gemeinderat folgende Verteilung: 11 MFL, 4 ÖVP und 4 SPÖ.[35]

### Bürgermeister
- 1954–1957 Josef Weissenberger (ÖVP)
- 1957–1990 Anton Stagl (ÖVP)
- 1990–2015 Peter Wimmer (ÖVP)
- seit 2015 Peter Klar (MfL)